# Терціус Зонго
Терціус Зонго (фр. Tertius Zongo, нар. 18 травня 1957) — державний діяч Буркіна-Фасо, прем'єр-міністр країни (2007—2011).

## Біографія
Терціус Зонго вивчав економіку в Дакарі й Нанті. У період з 1995 до 2000 займав різні міністерські пости, в тому числі й міністра фінансів Буркіна-Фасо. Багаторічний представник своєї країни у Світовому банку й Міжнародному валютному фонді, а також займав посаду Генерального директора промислової та торгової палат Буркіна-Фасо.
З 2002 року — на дипломатичній службі. Остання дипломатична посада — посол у Сполучених Штатах. З 4 червня 2007 до 18 квітня 2011 Зонго був прем'єр-міністром Буркіна-Фасо.